# Albin Tybulewicz
Albin Tybulewicz (ur. 1 marca 1929 na Wołyniu, zm. 17 kwietnia 2014 w Londynie) – polski działacz emigracyjny, dziennikarz i tłumacz, wiceprzewodniczący Rady Programowej TV Polonia.

## Młodość i wykształcenie
Urodził się na Wołyniu w roku 1929. Po inwazji sowieckiej na Polskę został wraz z rodziną deportowany w głąb ZSRR. Wraz z Armią Andersa przedostał się przez Uzbekistan i Iran do Indii. Tam skończył polskie gimnazjum oraz rozpoczął edukację w języku angielskim, którą kontynuował na wydziale fizyki University of London.

## Działalność zawodowa
Po uzyskaniu Bachelor of Science rozpoczął pracę w laboratorium jednej z firm przemysłowych, zaś następnie znalazł zatrudnienie w redakcji pisma Physics Abstracts, którego został redaktorem naczelnym. Od 1967 do 1999 pracował jako tłumacz czasopism naukowych i książek. Przetłumaczył łącznie ponad 75 monografii z rosyjskiego na angielski. W 1990 został uhonorowany nagrodą Nathhorsta Międzynarodowej Federacji Tłumaczy. W 1986 współzakładał Instytut ITI, w którym w latach 1999–2001 był wiceprezesem.

## Działalność społeczna i polityczna
Albin Tybulewicz był wieloletnim członkiem prezydium Polskiego Ośrodka Katolickiego w londyńskiej dzielnicy Ealing. W latach 1980–1984 pełnił funkcję prezesa  Food for Poland Fund. Wspierał także Polaków na Wołyniu oraz KUL.
Albin Tybulewicz był także członkiem emigracyjnego Stronnictwa Narodowego, w którym pełnił m.in. funkcję wiceprzewodniczącego Komitetu Politycznego oraz kuriera ds. łączności z Krajem z ramienia prezesów Stronnictwa. Wspierał także opozycyjny Ruch Młodej Polski, a po 1989 wstąpił do ZChN. Był również członkiem Rady Programowej TV Polonia.
W 2006 został odznaczony Krzyżem Oficerskim Orderu Odrodzenia Polski (M.P. z 2007, nr 12, poz. 115).

## Życie prywatne
Albin Tybulewicz ożenił się z Tuliolą Sylwiną (z domu Bryl). Miał dwoje dzieci i dwoje wnucząt. Posiadał obywatelstwo polskie i brytyjskie.